# Rina Añascos
Rina Añascos – peruwiańska zapaśniczka. Brązowa medalistka mistrzostw Ameryki Południowej w 2012 roku.